# Plebejus iburiensis
Plebejus iburiensis is een vlinder uit de familie van de Lycaenidae. De wetenschappelijke naam van de soort is voor het eerst geldig gepubliceerd in 1881 door Arthur Gardiner Butler. De soort komt voor in Japan.

## Synoniemen
- Lycaena ishidae Matsumura, 1929[3]